# Karol Ceremuga
Karol Ceremuga (ur. 8 lutego 1990, zm. 24 grudnia 2023) – polski motocyklista, startujący w trialu, zawodnik Krakowskiego Klubu Cyklistów i Motocyklistów  "Smok",  kaskader filmowy, członek szkoły kaskaderów filmowych "13" Marka Sołka.

## Kariera
Mistrz Polski Klasa Młodzik (2006), Mistrz Polski Klasa Junior (2007). Wicemistrz Polski w klasyfikacji generalnej (2008), zdobywca Pucharu Polskiego Związku Motorowego (2005), zdobywca Pucharu MACEC trial cup (2007), członek kadry narodowej w trialu. Ponadto jako kaskader brał udział m.in. w filmach "Księstwo" Andrzeja Barańskiego oraz "Bitwa Warszawska" Jerzego Hoffmana, w serialach "W11", "Detektywi" oraz w licznych publicznych widowiskowych pokazach kaskaderskich.